# Laïs
Laïs es un grupo belga flamenco que toca músicas folclórica y del mundo de manera única. El grupo está compuesto por tres jóvenes: Jorunn Bauweraerts, Annelies Brosens y Nathalie Delcroix.
Son especialmente conocidas por sus canciones casi polifónicas, ocasionalmente a cappella, basadas en melodías compuestas por ellas mismas para letras que se remontan a la Edad Media. Suelen cantar en neerlandés y en francés; y, ocasionalmente, en inglés y en latín.

## Etimología del nombre
Laïs es el plural de voz en céltico; y también hace referencia a un cierto tipo de poemas narrativos cortos, de temática galante o cortesana, y de época medieval, los Lais.

## Miembros
El trío femenino vocal de Laïs son las tres jóvenes mencionadas:

## Influencias
En Laïs se juntan una montaña de influencias. Las de Jorunn son principalmente ciertas voces masculinas de folk y blues, y es además una ferviente admiradora de cantantes femeninas negras de soul y blues. Por su educación, Annelies se siente más inspirada por la música clásica, aunque también le gustan Loreena McKennitt y Värttinä. Los gustos de Nathalie se decantan hacia las voces femeninas con personalidad, independientemente de su estilo, como Sinéad O'Connor y las cantantes negras en general.

## Historia

### Los primeros momentos

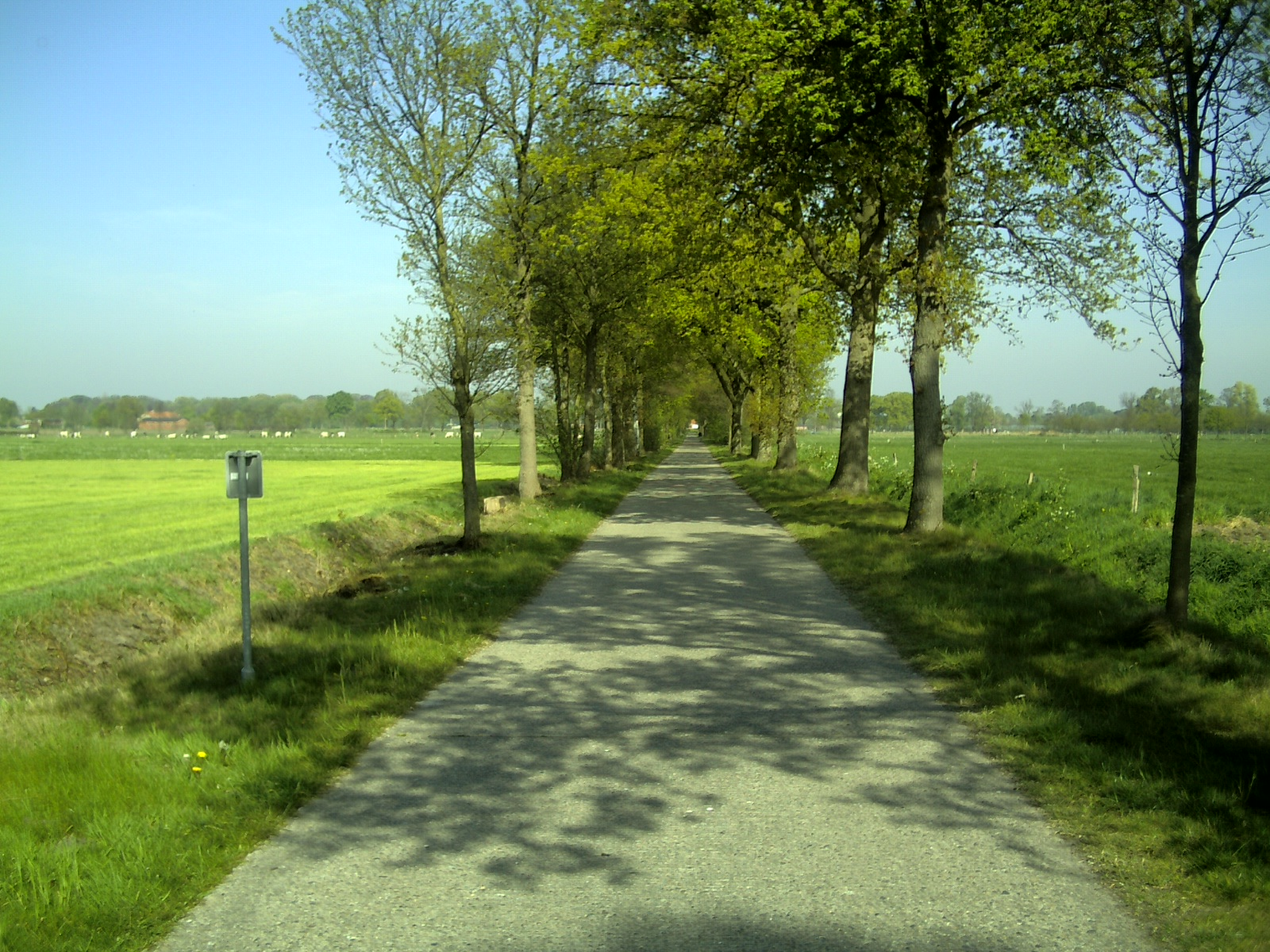
Llanuras de Kalmthout, localidad natal de las chicas de Laïs.

Annelies, Jorunn y Nathalie se conocían desde la infancia, al proceder las tres de la ciudad belga de Kalmthout, pero su carrera empezó en el verano de 1994, cuando Jorunn y Annelies actuaron en el festival folclórico de Gooik, cerca de Bruselas. Cantaron «Barbagal», una canción tradicional italiana, y «Todo el mundo se calló como un ratón», recuerda Jorunn. Tras esa actuación, un miembro del grupo folk Kadril las instó a continuar. Nathalie se unió al grupo un poco después.
Laïs, respaldado por el grupo folk Kadril, hizo una aparición bastante impresionante en el escenario del Festival Folk de Dranouter (Bélgica) en 1996, en lo que fue el primer evento determinante de la importancia del grupo. Emmylou Harris, presente entre bambalinas, tuvo palabras muy elogiosas para aquella actuación, en una nota por escrito:

To the three angelvoices. Also enjoyed meeting you and hearing you sing - a lovely surprise. Wish you all the best and hope our paths cross again. Stay true to the music in your heart.
A las tres voces angelicales. He disfrutado encontrándoos y escuchándoos cantar - una sorpresa maravillosa. Os deseo todo lo mejor y espero que nuestros caminos se crucen de nuevo. Permaneced fieles a la música de vuestros corazones.

Pero todo esto no se les subió a la cabeza a las jóvenes cantantes, que aún no se sentían preparadas para meterse en un estudio de grabación para crear un álbum. «Allí sentimos por primera vez lo que queríamos hacer con nuestras vidas. Pero aún éramos muy jóvenes, teníamos que ser sensatas, ya que aún no estábamos preparadas para grabar un álbum». Se dedicaron, por tanto, en los años siguientes a lograr experiencia actuando en directo. Hicieron una larga gira conjunta con Kadril por diversos centros culturales belgas, y coincidieron en otros conciertos con Clannad, Värttinä y Emmylou Harris.

### El primer álbum
A principios de 1998 tuvieron una cálida recepción en el Klein Karoo Festival, en Oudtshoorn (Sudáfrica), tras la que empezaron a grabar su álbum de debut, homónimo al grupo, que fue lanzado ese mismo año por la productora independiente belga Wild Boar Music. Laïs eligieron cantar parte de las canciones del disco a cappella, y el resto con acompañamiento instrumental. La mayoría de las canciones del disco consisten en letras tradicionales de distintas procedencias traducidas al neerlandés con música compuesta por ellas mismas. El mayor éxito del disco fue el primer sencillo extraído del mismo, «'t Smidje» (‘el herrero’), un tema tradicional, pero prácticamente bailable. Este álbum obtuvo unas inmejorables críticas de la prensa especializada, y a su influjo se vendieron en los primeros momentos unas 12.000 copias del mismo, lo que significa una cantidad muy respetable para un mercado tan pequeño como el belga y en un estilo de música minoritario. El álbum continuó vendiéndose bien todo el año 1999, tiempo durante el que permaneció en la lista belga de los 50 discos más vendidos; obteniendo un disco de oro: se vendieron más de 50.000 copias en total.

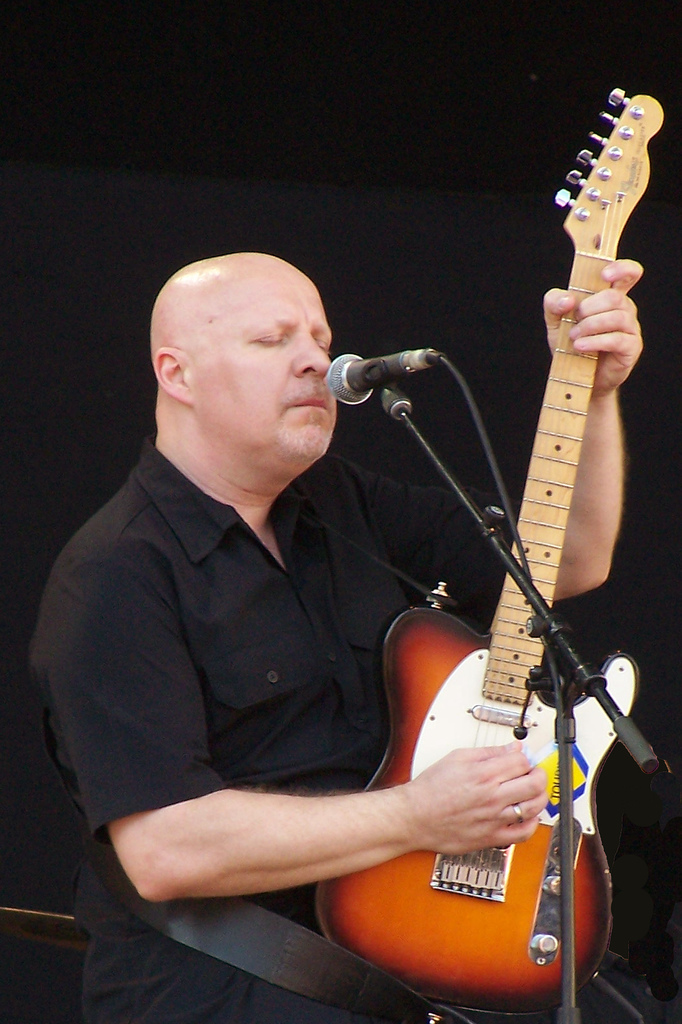
Frank de Mens Vander Linden.

Meses después, aún en 1999, se produjo otro momento relevante en la carrera del grupo: su actuación de nuevo en el Festival Folk de Dranouter, en el que cantaron por primera vez acompañadas por su propia banda.
En estos meses, las chicas también grabaron:
- con Johann Verminnen, «De Zomer», una colaboración en su disco Vroeger en Later;
- pusieron voces en algunas pistas de la banda de folk valona Coïncidence, en su álbum Pantins pirates; y
- grabaron la pista titulada «De Ballade van Boon» en la banda sonora original de la película Verdwenen Straat, cuyo argumento trata de la vida del escritor Louis-Paul Boon. Letra escrita por Frank de Mens Vander Linden, con música de Adriano Cominotto.

Tras estas primeras grabaciones, Laïs actuó en Canadá, Francia (como teloneras de Sting) y los Países Bajos. Por España pasaron a promocionar su álbum entre el 12 y el 17 de febrero de 2000, actuando en Valladolid, Madrid, Pontevedra y Aranda de Duero (Burgos), con reacciones positivas.
Al mismo tiempo que Laïs, surgían en Bélgica, al amparo de Wild Boar Music (sello de Erwin Libbrecht, uno de los integrantes de Kadril), una numerosa generación de grupos de música folk, entre los que se puede mencionar a Fluxus, Ambrozijn o los hermanos De Cauter. Sin embargo, puede que por su aspecto fresco y desenfadado, por su magnetismo personal o por su actitud más comercial, Laïs se las apañó para acaparar mucha más atención, ventas y elogios que sus contemporáneos. En aquellos tiempos los grupos mencionados formaron un proyecto conjunto denominado Bouquet Garni, con el que grabaron un disco para la Radio 2 belga.

### Dorothea, segundo disco
Tras el resonado éxito de su álbum de debut, Laïs firmaron un contrato internacional con Virgin, con el fin de dar el salto desde el mercado belga al resto de Europa. Para su segundo álbum de estudio, que grabaron durante el año 2000 y publicaron ese 15 de noviembre, Laïs organizaron también una nueva banda de acompañamiento. El productor del álbum y líder de esa banda fue Fritz Sundermann, no por ser el novio de Jorunn, si no por sus contrastadas virtudes musicales como guitarrista con California Sunshine, Elisa Waut, Isabelle Antena, Dirk Blanchart y otros. El resto de los intérpretes de acompañamiento fueron Bart Denolf al bajo, Hans Quaegebuer con la zanfona y Ronny Reuman con el teclado. A pesar de esta banda de acompañamiento más completa que en el álbum anterior, la música sigue centrada en las voces de las tres chicas.
Aunque este álbum no tuvo un hit tan claro como «'t Smidje», las dos canciones que se extrajeron del mismo tuvieron un éxito notable; tanto «(Houdt uw) Kanneke», como «Dorothea», que dio nombre al disco.
Durante 2001, el grupo continuó de gira con gran dedicación, llevando sus voces incluso a China. Sin desesperar por la conquista del interesante mercado francés, para el que grabaron una versión reggae y a cappella de «Le grand vent» en colaboración con el músico francés Gabriel Yacoub.
El 12 de octubre del año siguiente se publicó una reedición del álbum, incluyendo cuatro temas añadidos (uno de ellos «Le grand vent» con Yacoub antes mencionado), que se llamó Dorothea ltd. ed. (‘Dorothea edición limitada’).

### Laïs cierra ciclo con Virgin

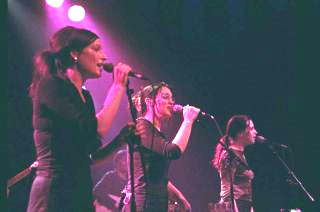
Laïs en concierto: Nathalie, Annelies y Jorunn.

En marzo de 2004 publicaron su tercer disco de larga duración, con el título Dulce víctima. Fue grabado en los legendarios estudios Abbey Road, en Londres, también para la Virgin.
Las acompañan con la instrumentación en este álbum:
- Fritz Sundermann (guitarra acústica y eléctrica, armonio)
- Didier Laloy (acordeón)
- Marc Bonne (percusión)
- Mirko Banovic (bajo acústico y eléctrico)
- Dominique Vantomme (teclado)

El 11 de septiembre de 2006 Virgin publicó Documenta un triple CD compuesto de Live in Brussels '04, un álbum en directo; Scrapbook, un disco de curiosidades; y A capella '96, otro disco con versiones a cappella de antiguos temas del grupo.

### La segunda canción de las damas con Bang!

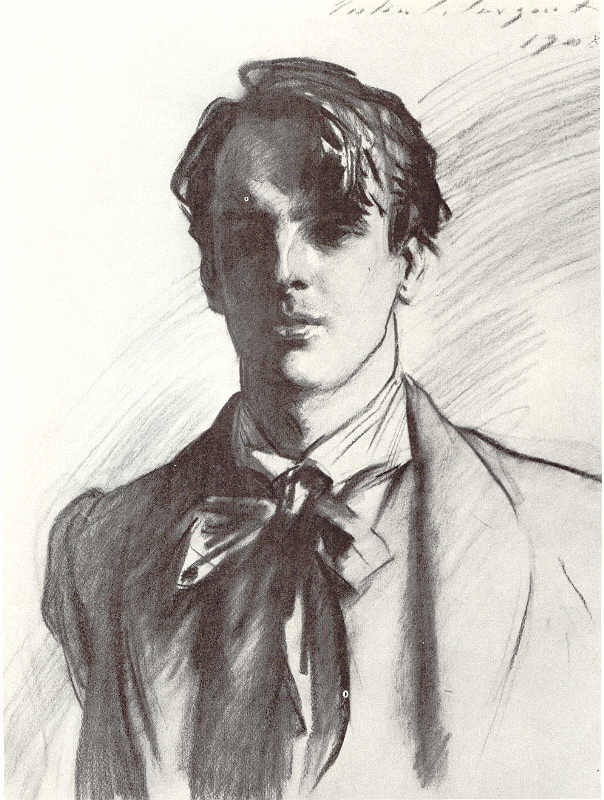
William Butler Yeats por John Singer Sargent, 1908.

Con su álbum The Ladies' Second Song, lanzado el 27 de septiembre de 2007, Laïs cantó una «segunda canción» y rompió su trayectoria anterior. Para empezar, las chicas cambiaron de compañía discográfica: Bang!, dejando a Virgin. Su música ya no se puede caracterizar como folk, por el contrario, avanzaron, experimentando, hacia el mundo de las guitarras eléctricas, loops y ritmos electrónicos. Dieron a su música un estilo de swing jazzístico con ecos de rock progresivo y música dance. Sus letras también pasan por una profunda renovación: en vez de tomarlas de viejos libros de folclore, eligen poemas de William Butler Yeats, Paul Verlaine o Pablo Neruda.
Laïs también renovó su banda de acompañamiento:
- Elko Blijweert (guitarra),
- Bjorn Eriksson (guitarra eléctrica),
- Jeroen Stevens (teclado),
- Filip Vandebril (contrabajo),
- Dan Lacksman (sintetizador, y mezclas en la mesa de sonido).

En 2009 publicaron junto al celista de Amberes Simon Lenski un álbum en colaboración, al que llamaron de manera epónima, Laïs Lenski. Este disco incluye una mezcla de música de vanguardia con canciones más lentas a cappella.

## Discografía

### Álbumes
- Laïs, Alea (Wild Boar Music), 17 de noviembre de 1998, LP de estudio.
- Dorothea, Virgin Music Belgium, 15 de noviembre de 2000, LP de estudio.
- Dorothea ltd. ed., Virgin Music Belgium, 12 de octubre de 2001, LP de estudio, ampliación del anterior con cuatro temas extra.
- A la capella, Virgin Music Belgium, 8 de abril de 2003, en colaboración con el cantante belga Ludo Vandeau, EP de estudio.
- Douce victime, Virgin Music Belgium, 29 de marzo de 2004, LP de estudio.
- Documenta, Virgin Music Belgium (EMI), 11 de septiembre de 2006, triple CD compuesto de:
  - CD 1, Live in Brussels '04, álbum en directo;
  - CD 2, Scrapbook, disco de curiosidades;
  - CD 3, A capella '96, versiones a cappella de antiguos temas del grupo.
- The Ladies' Second Song, Bang!, 27 de septiembre de 2007, LP de estudio.
- Laïs Lenski, Bang!, 2009, en colaboración con el celista Simon Lenski, LP de estudio.

### Sencillos
- 't Smidje, Alea (Wild Boar Music), 16 de noviembre de 1998, SP de estudio extraído del álbum Laïs.
- De ballade van Boon, EMI Belgium, 1999, SP de estudio, extraído de la banda sonora original de la película  Vergeten straat.
- Le grand vent, Virgin Music Belgium, 2001, en colaboración con el músico francés Gabriel Yacoub, SP de estudio extraído del álbum Dorothea ltd. ed..
- Le renard et la belette, Virgin Music Belgium, 2002, SP de estudio extraído del álbum Dorothea.
- Qui a tué grand'maman?, Virgin Music Belgium, 27 de marzo de 2006, SP de estudio extraído del segundo disco (Scraapbook) de Documenta, cover de una famosa canción de Michel Polnareff.

### Colaboraciones en discos de otros artistas
- Vroeger en Later, RCA/BMG, 1999, del cantante belga Johan Verminnen, en el que Laïs pone coros a la canción De Zomer.
- Pantins pirates, Universal, 1999, del grupo valón Coïncidence, en el que Laïs pone voces y coros.
- Vergeten Straat, EMI Belgium, 1999, BSO de la película belga del mismo nombre, en la que Laïs arregla e interpreta De ballade van Boon.
- Bouquet Garni, coproducido por Alea (Wild Boar Music) y MAP Records (Music & Words), 21 de marzo de 2000, LP con sonido directo realizado en colaboración con Ambrozijn, Fluxus y De Cauter; proyecto para el que las cuatro bandas adoptaron el nombre común de Bouquet Garni.
- Best of, Select Distributions, 2001, del grupo corso I Muvrini, en el que Laïs cointerpreta la canción Noi.
- Het Beste Uit Flikken, Sony Music Media, 2005, banda sonora de la serie policiaca Flikken, de la primera cadena de la televisión flamenca (één o VRT TV1); en la que se incluye la canción Kalima kadara, interpretada por Laïs.